# Sempad von Armenien
Sempad von Armenien (auch Smpad, Sambat, oder Smbat, armenisch Սմբատ, * 1277; †  1308) war von 1296 bis 1298 König von Kleinarmenien. Er war ein Sohn von Leon III. und Keran (Kir Anna), Tochter des Fürsten Hethum von Lambron und gehörte der Dynastie der Hethumiden an.
Sempad übernahm 1296 mit der Unterstützung seines Bruders Konstantin III. die Macht im Königreich, als beider Brüder Hethum II. und Thoros III. auf einer Reise nach Konstantinopel waren, um Rita von Armenien, eine Schwester der Vier, mit Michael IX. Palaiologos, dem Mitkaiser von Andronikos II. zu verheirateten. Hethum II. und Thoros III. wurden bei ihrer Rückkehr gefangen genommen und in die Festung Partzerpert gebracht, wo Sempad Hethum durch Kauterisation teilweise blenden ließ.
Auf einer Reise an den Hof des Il-Khans Ghazan erreichte Sempad die Anerkennung seiner Position als König durch den mongolischen Herrscher von Persien, die erforderlich war, um seine widerrechtliche Machtergreifung zu legitimieren. Er erhielt von Ghazan eine Braut, möglicherweise einer Verwandten des Il-Khans, um das Bündnis durch eine Ehe zu besiegeln.
Auf Sempads Befehl wurde Thoros III. von Oschin, Marschall von Armenien, am 23. Juli 1298 in der Festung Partzerpert stranguliert.
Die ägyptischen Mamluken drangen 1297 plündernd in Kilikien ein. Konstantin wandte sich gegen Sempad und befreite Hethum. Dieser übernahm 1299 die Macht erneut, nachdem sich seine Sehkraft wieder gebessert hatte. Hethum schickte seine beiden verräterischen Brüder nach Konstantinopel ins Exil. Sempad starb 1308 unter mysteriösen Umständen, als er versuchte, Kleinarmenien zurückzuerobern. Nach einigen Quellen starb er an Bord eines venezianischen Schiffes zwischen Zypern und Kilikien, nach anderen traf er in Kilikien ein, wurde gefangen genommen und dann getötet.